# Bessay-sur-Allier
Bessay-sur-Allier är en kommun i departementet Allier i regionen Auvergne-Rhône-Alpes i de centrala delarna av Frankrike. Kommunen ligger  i kantonen Neuilly-le-Réal som ligger i arrondissementet Moulins. År 2022 hade Bessay-sur-Allier 1 384 invånare.

## Befolkningsutveckling
Antalet invånare i kommunen Bessay-sur-Allier
Referens: INSEE